# Paruline de Todd
Setophaga flavescens
Espèce
Statut de conservation UICN

 EN  : En danger
La Paruline de Todd (Setophaga flavescens) est une espèce de la famille des Parulidae.

## Systématique
Le nom scientifique complet (avec auteur) de ce taxon est Setophaga flavescens (Todd, 1909).
Ce taxon porte en français le nom vernaculaire ou normalisé suivant : Paruline de Todd.
Setophaga flavescens a pour synonymes :
- Dendroica dominica subsp. flavescens Todd, 1909
- Dendroica flavescens Todd, 1909